# Maisons Gourgaud
Les maisons Gourgaud sont situées rue Gourgaud sur l'île d'Aix, en France. L'immeuble a été inscrit au titre des monuments historiques en 1931.

## Historique
Le baron Napoléon Gourgaud et son épouse Eva Gebhard l'ont habité.
Le bâtiment est inscrit au titre des monuments historiques par arrêté du 19 mai 1931.